# Штейн, Христиан Готфрид Даниил
Христиан Готфрид Даниил Штейн (нем. Christian Gottfried Daniel Stein; 1771—1830) — немецкий педагог, географ.

## Биография
Родился 14 октября 1771 года в Лейпциге. Его отец рано умер, оставив семье скудный остаток своего состояния, уничтоженного в Семилетней войне. Благодаря усилиям своей матери, Христиан Штейн смог посещать Школу Святого Фомы, по окончании которой с 1789 года учился в университете, сначала изучая богословие, а позже филологию и историю. В 1793 году он получил докторскую степень в Лейпциге, а в 1794 году стал преподавателем в Берлинско-Кёлльнской гимназии, где в 1802 году стал профессором. 
Его диссертация посвящена «De puerorum educatione» Плутарха. Однако известность он приобрёл своими географическими трудами, первый из которых — «Справочник по истории и географии прусского государства» — появился в 1796 году. Его школьные учебники отличались ясностью, а географические справочники — полнотой, но в науке они не оставили следа. В 1827 году по рекомендации Пелица он был предложен профессором в Лейпциг, но не был назначен. Когда в 1829 году он пожертвовал 10 000 талеров вдовам достойных школьников, король наградил его орденом Красного орла.
Штейн был также обозревателем литературных газет Галле и Лейпцига, одним из первых авторов энциклопедии Эрша и Грубера, некоторое время редактировал Vossische Zeitung  в Берлине; его статьи также печатались в Allgemeinesanzeiger der Deutschen  (нем.) .
Умер 14 июня 1830 года в Берлине.